# Phytomyza ciliolati
Phytomyza ciliolati este o specie de muște din genul Phytomyza, familia Agromyzidae, descrisă de Spencer în anul 1969.
Este endemică în Alberta. Conform Catalogue of Life specia Phytomyza ciliolati nu are subspecii cunoscute.